# 南木曽岳
南木曽岳（なぎそだけ）は、木曽山脈（中央アルプス）南西部、長野県南木曽町にある標高1,679 mの山。日本三百名山に選定されていて、長野県の「県自然環境保全地域」の指定を受けている山である。

## 概要

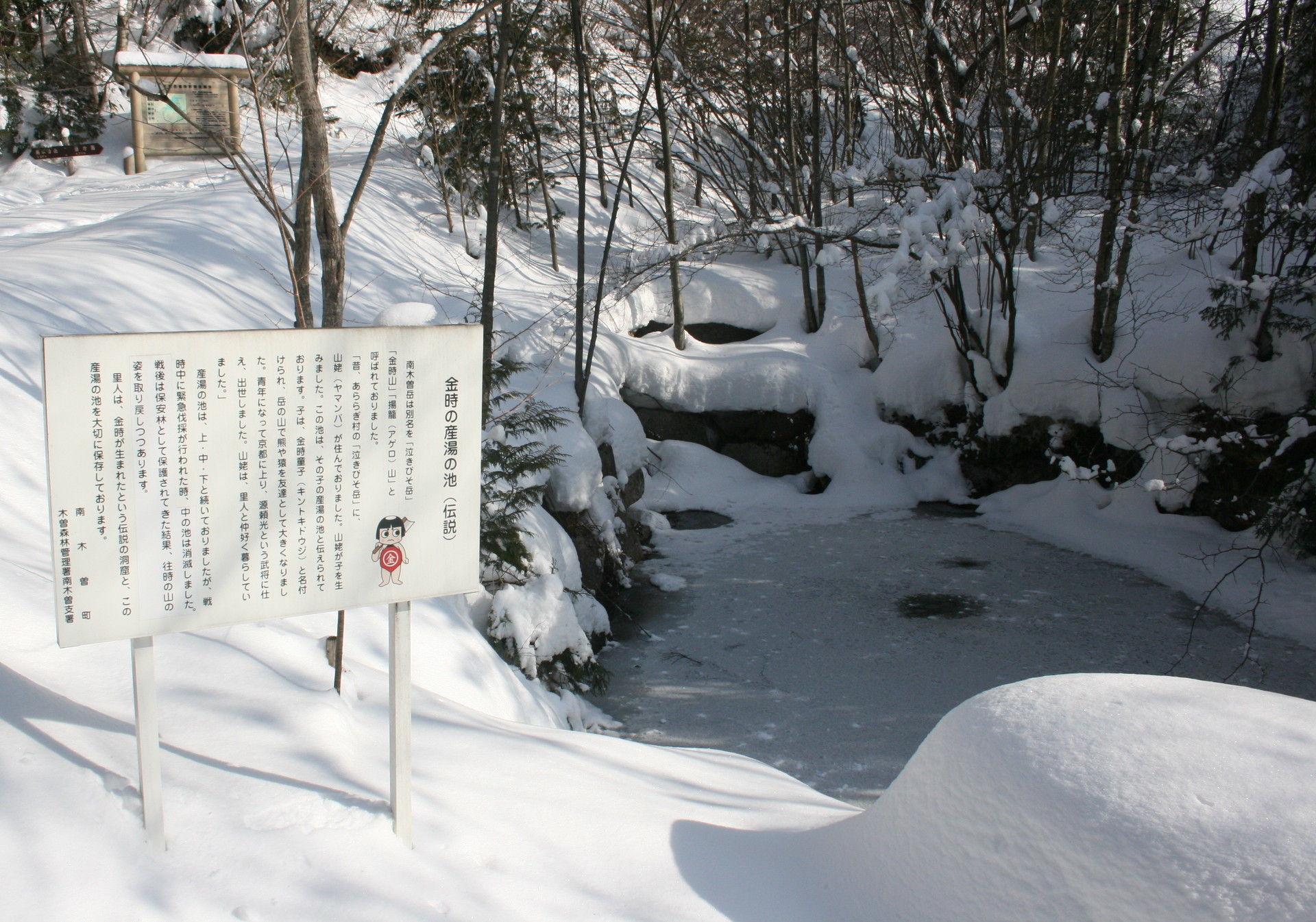
伝説となっている
金時の産湯の池

木曽山脈（中央アルプス）の主稜線から西に派生する尾根上にある。御嶽山、木曽駒ヶ岳とともに、木曽の三岳に数えられており、古くから信仰の山として修験者に登られていた。また、木曽地域で登山対象の山として、南木曽岳・風越山・糸瀬山の3山が、木曽三山と言われている。花崗岩質の岩山で、山頂付近では花崗岩の巨石が乱立し、鏡ヶ池と呼ばれる池と避難小屋がある。山頂部には点名「南木曾」の二等三角点があるが、樹木に覆われていて展望はない。三角点の北東100 m程の位置に、標高1,679 mの最高地点となる標高点があり、周辺の岩の上からは、御嶽山、北アルプス、中央アルプスなどの視界が良好な箇所かある。
別名が、「泣きびそ岳」、「金時山」、「揚籠山」（あげろやま）であり、『金時の産湯の池』伝説のある池がある。また金時が生まれたと伝えられる『金時の洞窟』がある。

## 自然環境
山腹には木曽五木が分布している。その一つであるヒノキは南木曽町の町の木に指定されている。山頂周辺にはクマザサが生い茂り、大きな花崗岩（兎岩、金時岩、弘法岩、御飾岩など）とツガなどの針葉樹林が混じり自然庭園の景観となっている。登山道では、アカヤシオ、イワカガミ、ショウジョウバカマ、シャクナゲ、バイカオウレンなどの花が見られる。山域にはニホンザル、ニホンカモシカ、ブッポウソウなどが生息している。1877年（明治10年）頃に木地師が南南東山麓の漆畑の地区に集まり、山腹にあるヒノキなどを使い水車でろくろを回し碗や盆などの木製品を作っていた。風雨で山腹の花崗岩が風化し急峻な山体に砂礫土がたまり、これらが大雨時に流されることがあった。山麓の集落はこの「蛇抜け」と呼ばれる土石流に再三見舞われている。これが要因となり南木曽岳に「山姥伝説」がある。
|            |                |                |              |
| アカヤシオ | バイカオウレン | ニホンカモシカ | ブッポウソウ |

## 登山
江戸時代初期から修験者に登られていた。1937年には山頂に御嶽教栄徳講社により摩利支天尊が祀られた。1959年に登山道と避難小屋が整備されたが、同年9月26-27日の伊勢湾台風により倒木などの大きな被害を受けた。1965年以降に南山麓に南木曽キャンプ場が開設され、登山道が再整備された。蘭・キャンプ場からのルートの難所のカブト岩などには鎖が設置され、その後木道が整備された。日帰り登山の山として東海地方などからも多くの登山者が訪れる。

### 登山道

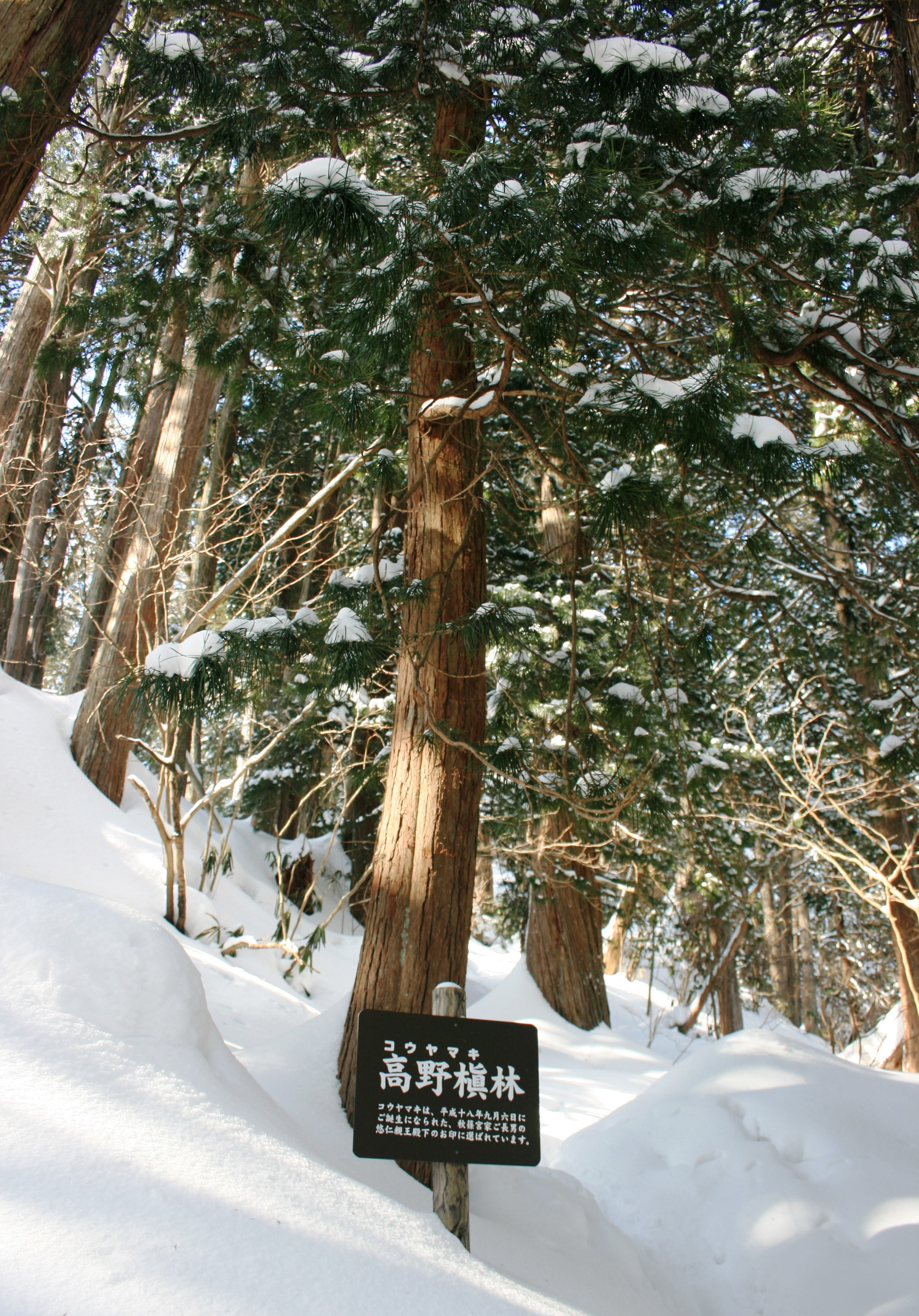
登山道で見られる木曽五木の一つのコウヤマキ。2006年9月6日に誕生した秋篠宮悠仁親王のお印でもある。

南北2方向からの登山道がある。南側の蘭からのルートがよく利用されている。山頂の東側には｢摩利支天｣と呼ばれるピークがある。

#### 蘭・キャンプ場からのルート
国道256号の尾越（おこし）から北側に南木曽山麓蘭（あららぎ）キャンプ場があり、その林道の先に登山者用の駐車場と南木曽岳山麓避難小屋がある。その登山口近くには、男滝（おたき）と女滝（めたき）がある。林道の先の登山道の途中に分岐があり、左側が登り専用、右側が下り専用の時計回りの周回ルートになっている。喉ノ滝上部一帯は、木曽五木のコウヤマキの巨木の群生地になっている。二等三角点のある山頂の少し先には、花崗岩の巨石の見晴らし台がある、御嶽山や北アルプスなどの展望が得られる。すぐ先に南木曽岳避難小屋がある。その近くで上の原からの登山道が合流する。

#### 上の原からのルート
JR東海中央本線南木曽駅方面の上の原からの登山道がある。送電線の鉄塔のある尾根を東に進み、巨木の森入口で南方の尾根に回り込む。尾根上にはカシ、ブナ、ミズナラなどの落葉広葉樹林が分布している。
山頂の避難小屋付近で、尾越・キャンプ場からのルートに合流する。

### 周辺の山小屋
南木曽岳避難小屋と摩利支天との鞍部には昭和40年代初めに建てられた「幸吉小屋」（旧避難小屋）があり、近くに水場があり細い水が出ていることがある。南木曽岳避難小屋の少し北には「女岩」と呼ばれる巨石があり、北側の見晴らしが良く、北アルプスと中央アルプスの山並みを望むことができる。
| 画像 | 名称                 | 所在地                        | 標高 (m) | 南木曽岳からの 方角と距離 (km) | 収容 人数 | 備考       |
| ---- | -------------------- | ----------------------------- | -------- | ------------------------------ | --------- | ---------- |
|      | 南木曽岳避難小屋     | 南木曽山頂部                  | 1,650    | 北東 0.3                       | 25        | 無人小屋   |
|      | 好吉小屋             | 南木曽山頂部                  | 1,620    | 東 0.4                         |           | 旧避難小屋 |
|      | 南木曽岳山麓避難小屋 | 尾越・キャンプ場 からの登山口 | 970      | 南南西 1.7                     |           | 無人小屋   |

## 地理

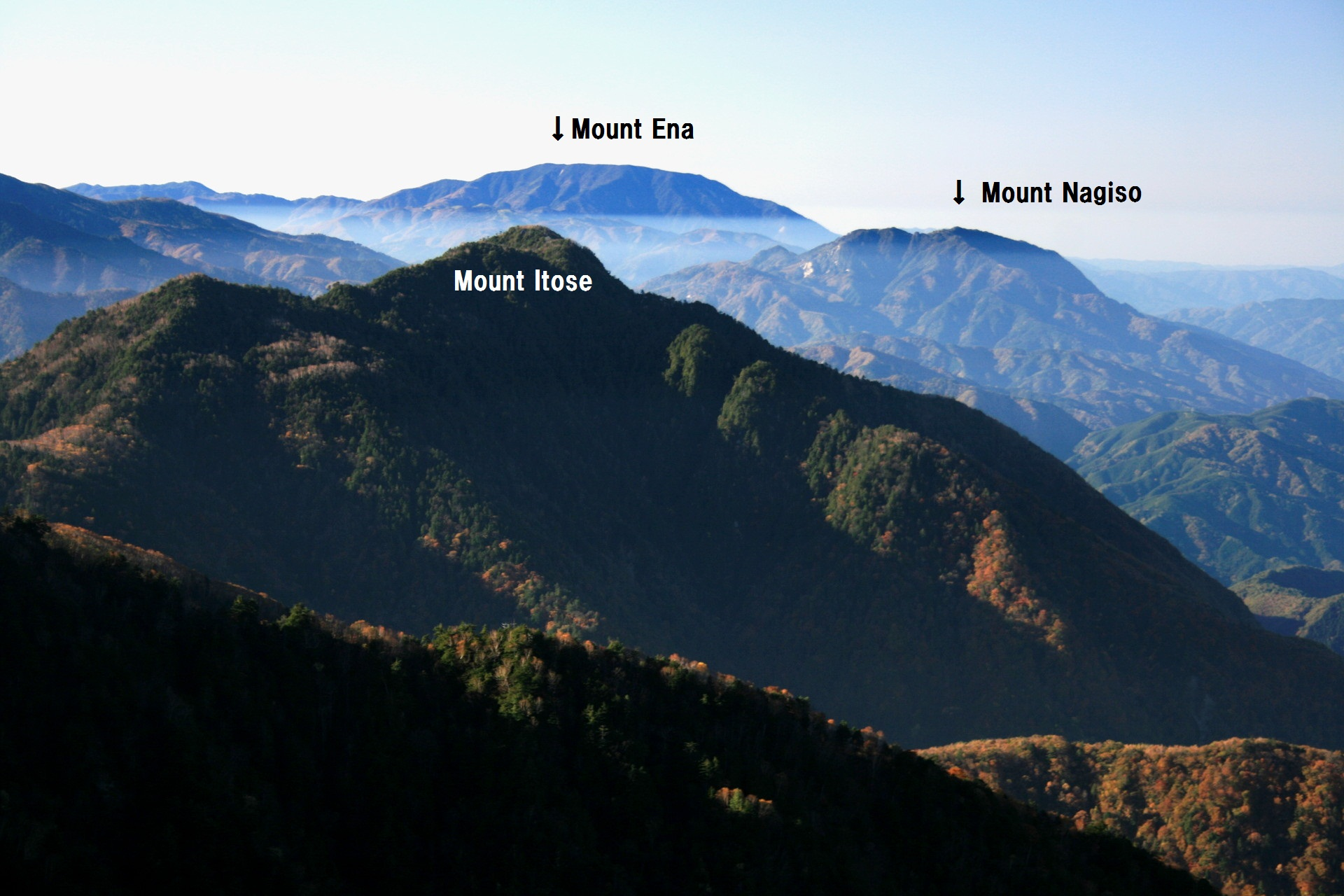
風越山方面から望む糸瀬山（手前）、南木曽岳（右中央）、恵那山（奥）
南木曽岳は木曽山脈から派生する尾根の西端にある

### 周辺の山
木曽山脈（中央アルプス）の主稜線にある摺古木山から西南西に延びる尾根の西端にある山。その鞍部に「与川峠」がある。南西山麓には中山道の妻籠宿がある。
| 山容 | 山名     | 標高 (m) | 三角点等級 基準点名              | 南木曽岳からの 方角と距離(km) | 備考         |
| ---- | -------- | -------- | -------------------------------- | ----------------------------- | ------------ |
|      | 御嶽山   | 3,067    | （一等）「御岳山」 （3,063.41m） | 北北西 23.6                   | 日本百名山   |
|      | 奥三界岳 | 1,810.48 | 三等 「奥三階」                  | 北西 15.9                     | 日本三百名山 |
|      | 摺古木山 | 2,168.52 | 一等 「摺小木山」                | 東北東 8.8                    |              |
|      | 南木曽岳 | 1,679    | （二等）「南木曾」 (1,676.93)    | 0                             | 日本三百名山 |
|      | 兀岳     | 1,636.16 | 三等 「大平峠」                  | 南東 7.0                      |              |
|      | 恵那山   | 2,191    | （一等）「恵那山」 (2,189.81)    | 南南西 17.3                   | 日本百名山   |

### 源流の河川

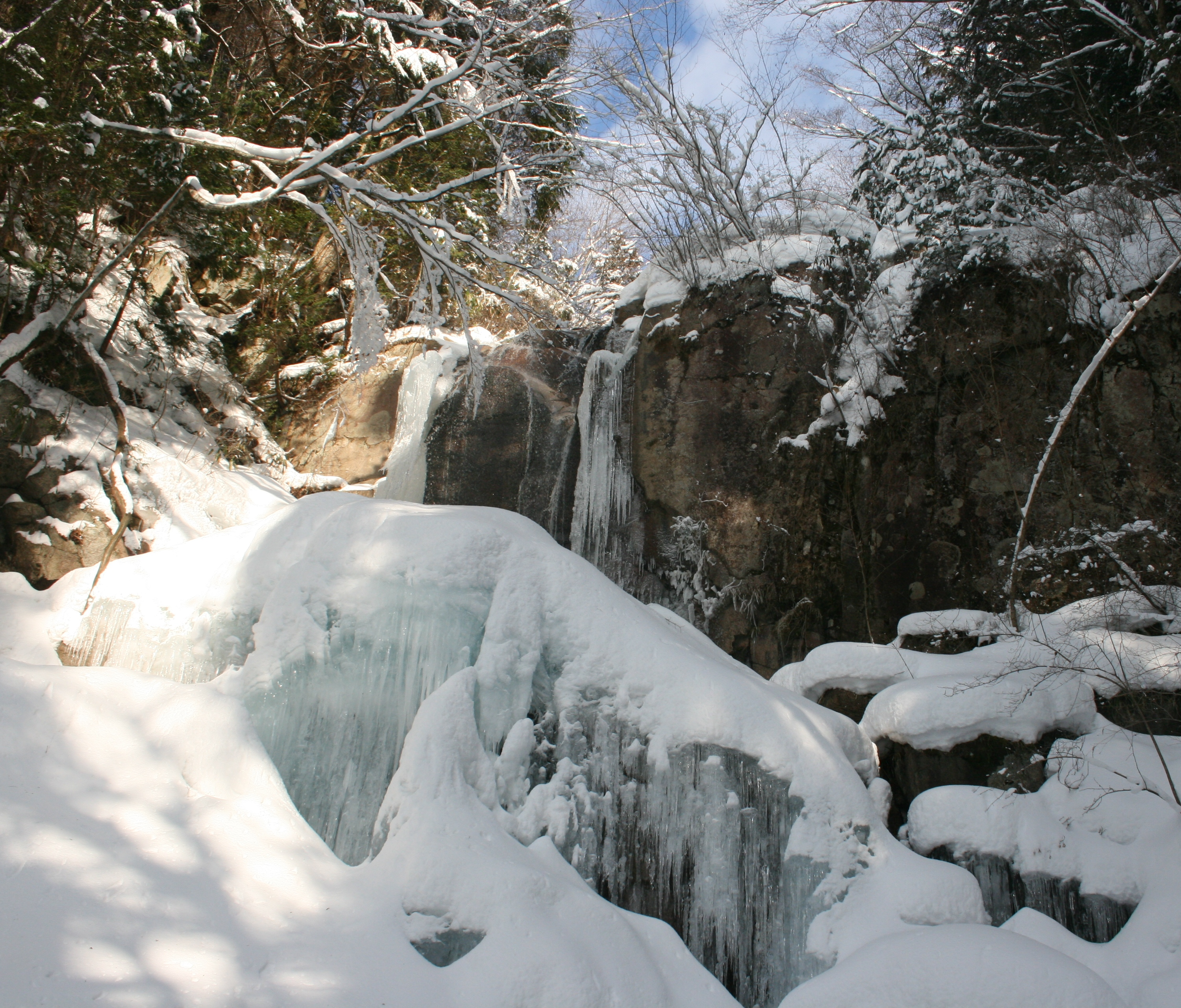
木曽川水系の額付川の上流部にある「男滝」の氷瀑

以下の木曽川水系の源流となる河川は、伊勢湾へ流れる。東山麓に木曽川の本流が流れ、山頂の西6.7 kmに関西電力の山口ダムがあり南木曽岳の山容が望める。
- 蘭川（木曽川の支流）
- 額付川（蘭川の支流） - 登山口の南木曽岳山麓避難小屋から男滝と女滝への遊歩道がある。そのさらに上流部には「喉ノ滝」がある。2011年には、大規模な砂防堰堤工事が行われている。
- 与川（木曽川の支流）
- 南沢（与川の支流）[13]

### 周辺の峠
- 与川峠 - 南木曽岳と摺古木山との鞍部。
- 大平峠（木曽峠） - 夏焼山と兀岳との鞍部。長野県道8号飯田南木曽線が横切る。

### 交通・アクセス
- JR東海中央本線の南木曽駅の東3.3 kmに位置する。
- 中央自動車道の中津川インターチェンジの北東19.4 kmに位置する。
- 西山麓に木曽川が流れ、その左岸沿って国道19号が通る。
- 南山麓に国道256号が通る。

## 南木曽岳からの展望と風景

### 南木曽岳からの展望
山頂避難小屋の北側の女岩は御嶽山、北アルプス、中央アルプスの絶好の展望台となっている。摩利支天付近からは、南アルプスの小河内岳以南の山並みを望むとこができる。その北側の山並みは中央アルプスに隠れるため見えない。
|                  |                        |                          |                    |
| 奥三界岳と御嶽山 | 山頂からの中央アルプス | 山頂付近からの南アルプス | アカヤシオと恵那山 |

### 南木曽岳の風景
|                        |                      |                  |                        |                          |                          |
| 空木岳から望む南木曽岳 | 南側から望む南木曽岳 | 急峻な南側の斜面 | 山頂からの摩利支天方面 | アカヤシオが彩る（５月） | コースの大半が丸太の階段 |